# Mamut Copper Mine

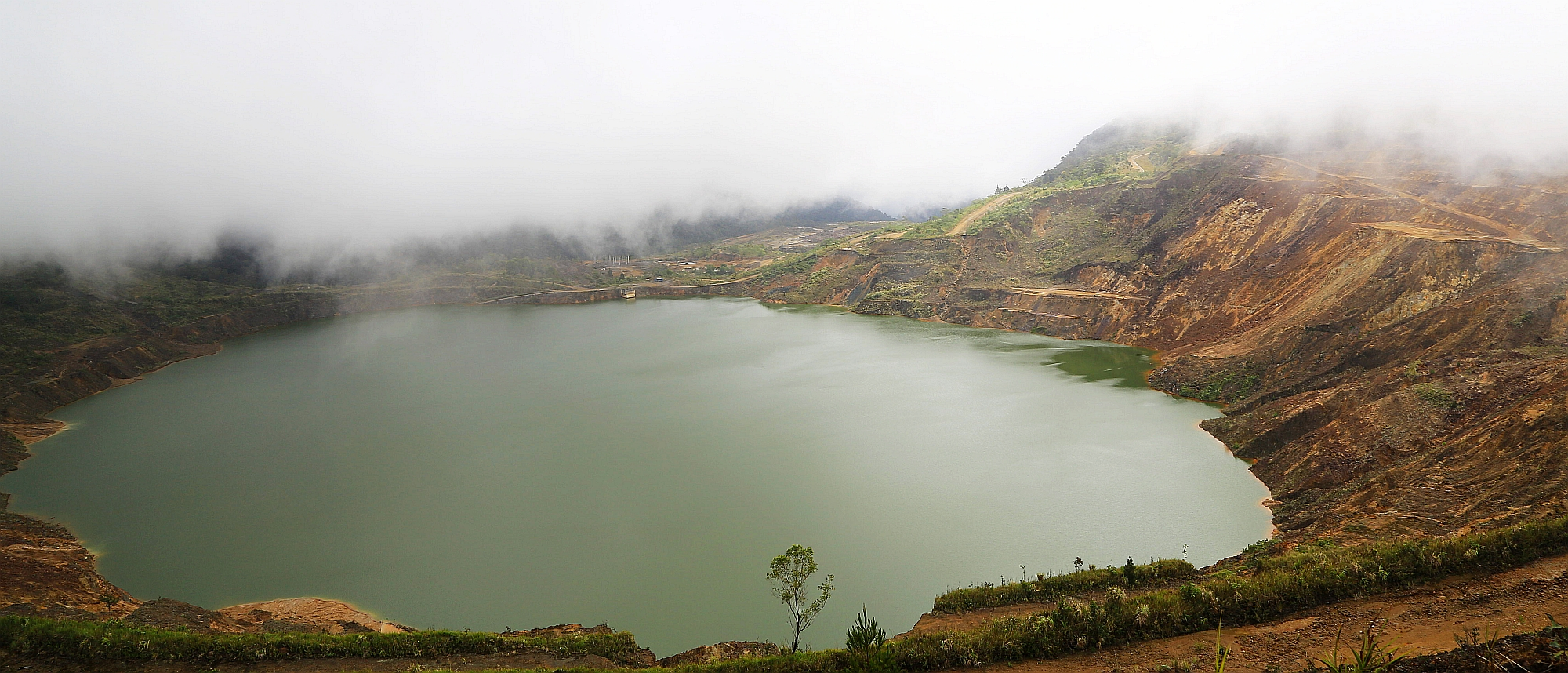
Die mit Wasser vollgelaufene Mamut Copper Mine bei Ranau, Sabah. Der Krater hat einen Durchmesser von 1,2 Kilometern und ist 500 Meter tief.

Die Mamut Copper Mine (MCM) oder (malaysisch) Lombong Tembaga Mamut war ein Tagebau-Bergwerk im malaysischen Bundesstaat Sabah, in dem von 1975 bis 1999 Kupfer, Gold und Silber abgebaut wurden. Die Mamut Copper Mine war die einzige Kupfermine von Malaysia. Heute stehen die stillgelegten Anlagen wegen ihrer immensen Altlasten im Brennpunkt der öffentlichen Diskussion.

## Geologie

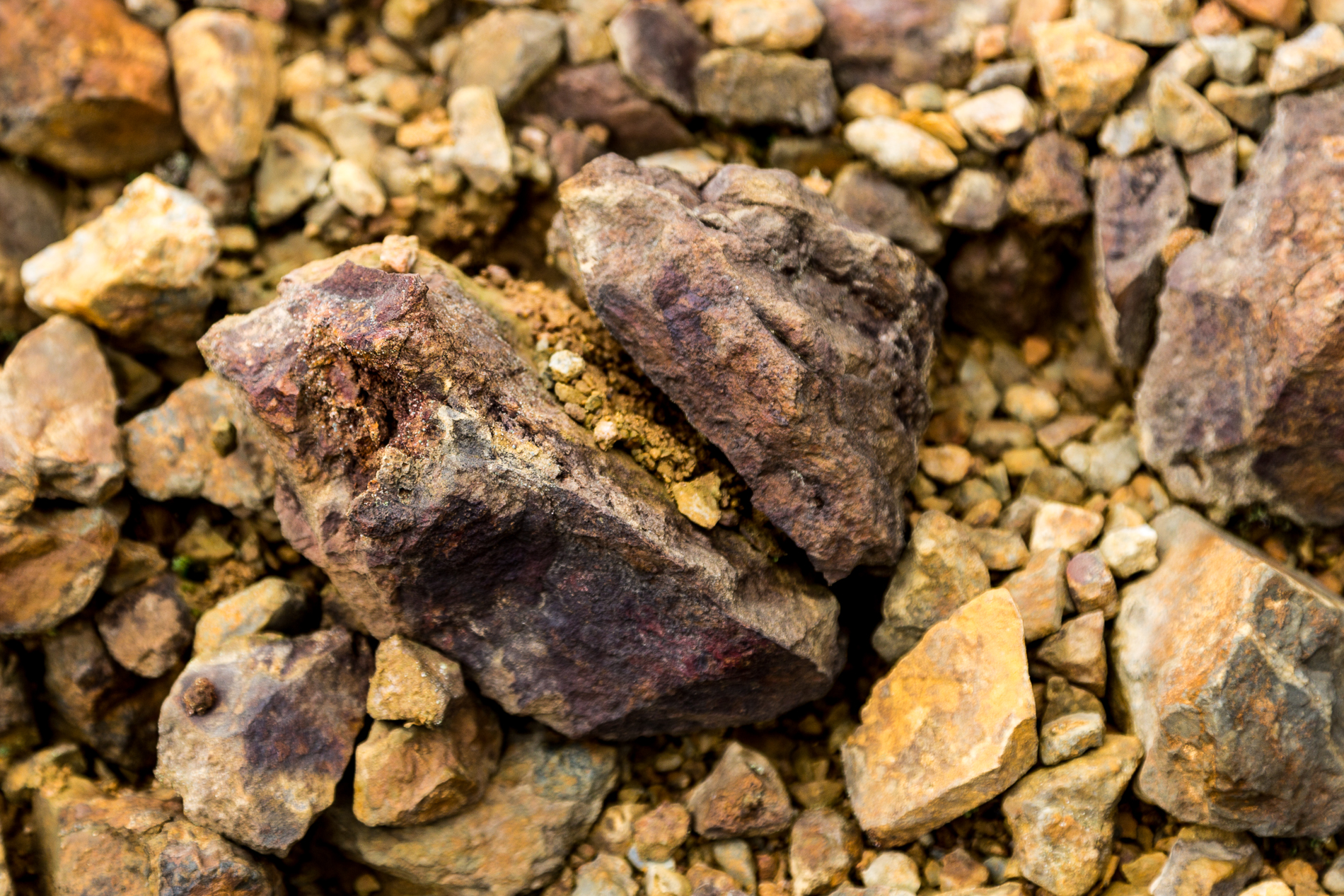
Typisches Gestein aus dem Arbeitsbereich des Kupfertagebaus

Die Mamut Copper Mine liegt in der Kinabalu-Region, die aus alttertiärem Sandstein und Tonstein besteht und in die durch starke tektonische Störungen große Massen an ultrabasischem Gestein und Granit eingedrungen sind. Der augenfälligste Aufschluss dieser Störung ist der Mount Kinabalu.
Das Erzvorkommen der Mamut Copper Mine ist ein goldhaltiges Kupfersediment minderer Qualität, das zu den porphyrischen Kupferlagerstätten gehört. Das Sediment zeigt Kupfereinsprengungen geringer Qualität in Verbindung mit Silizifikationen von dioritisch-porphyren Gesteinen, die in tertiäre Sedimente und ultrabasische Gesteine eingedrungen sind.
Die Silizifikation liegt in Form von Trümmerzonen zuckerkörniger Quarzadern vor, begleitet von Sulfiden und Gold. Pyrit, Chalkopyrit und Chalkosin bilden den Hauptbestandteil der Sulfide, die von geringen Mengen an Molybdänit, Bornit und grünen Kupfermineralien begleitet werden.
Das hier gewonnene Kupferkonzentrat enthielt neben 25 % Kupfer einen Anteil von 20 g Gold und 120 g Silber pro Tonne.

## Einrichtungen
Die Mamut Copper Mine erstreckte sich auf insgesamt vier räumlich getrennte Bereiche:
- den Tagebau auf ca. 1500 m Höhe an der Ostflanke des Mount Kinabalu[5]
- den zwischen Kg. Lohan und Kg. Bongkud auf ca. 380 Höhenmetern gelegenen Lohan Tailings Dam (6° 0′ 40,2″ N, 116° 44′ 51″ O)[5]
- die Verladeeinrichtungen für Kupferkonzentrat Usukan Port in der 113 Kilometer entfernten Abai-Bucht bei Kota Belud (6° 22′ 37,2″ N, 116° 20′ 34,4″ O)
- eine Arbeitersiedlung Batu Dua (deutsch „Meile zwei“) mit einem Clubhaus als soziales Zentrum oberhalb von Ranau auf ca. 800 m Höhe (5° 58′ 3,5″ N, 116° 39′ 13,9″ O)[5]

Daneben unterhielt die Mamut Copper Mine einen Pendelbusverkehr zwischen Ranau und den im Gebirge gelegenen Einrichtungen sowie Sozialeinrichtungen für die japanischen Angestellten. So geht zum Beispiel die Gründung des Ranau Golf Club auf die Aktivitäten japanischer Werksangehöriger im Jahr 1992 zurück.

## Geschichte

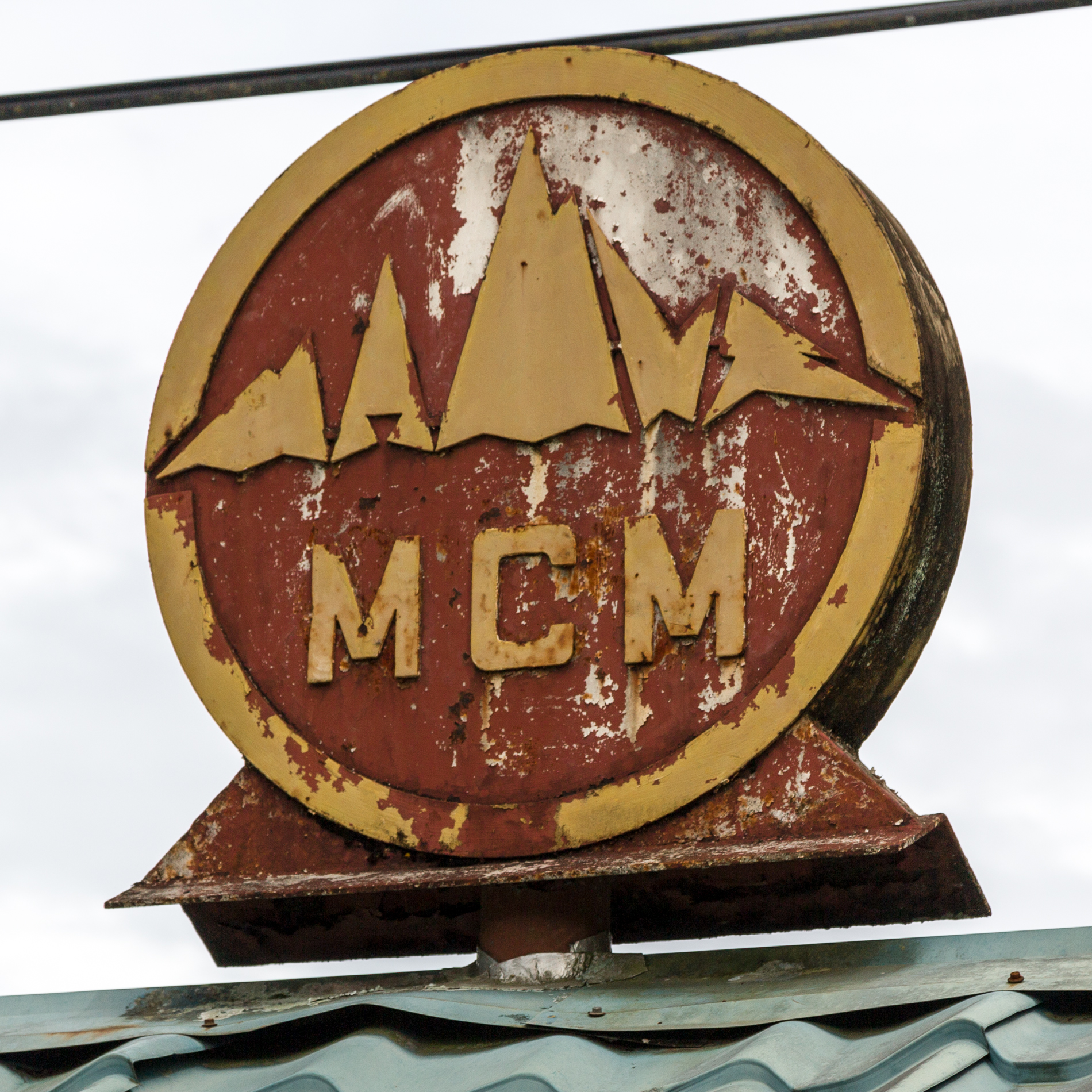
Firmenzeichen der Mamut Copper Mine Snd Bhd auf dem Dach einer ehemaligen Betriebsbushaltestelle in Ranau

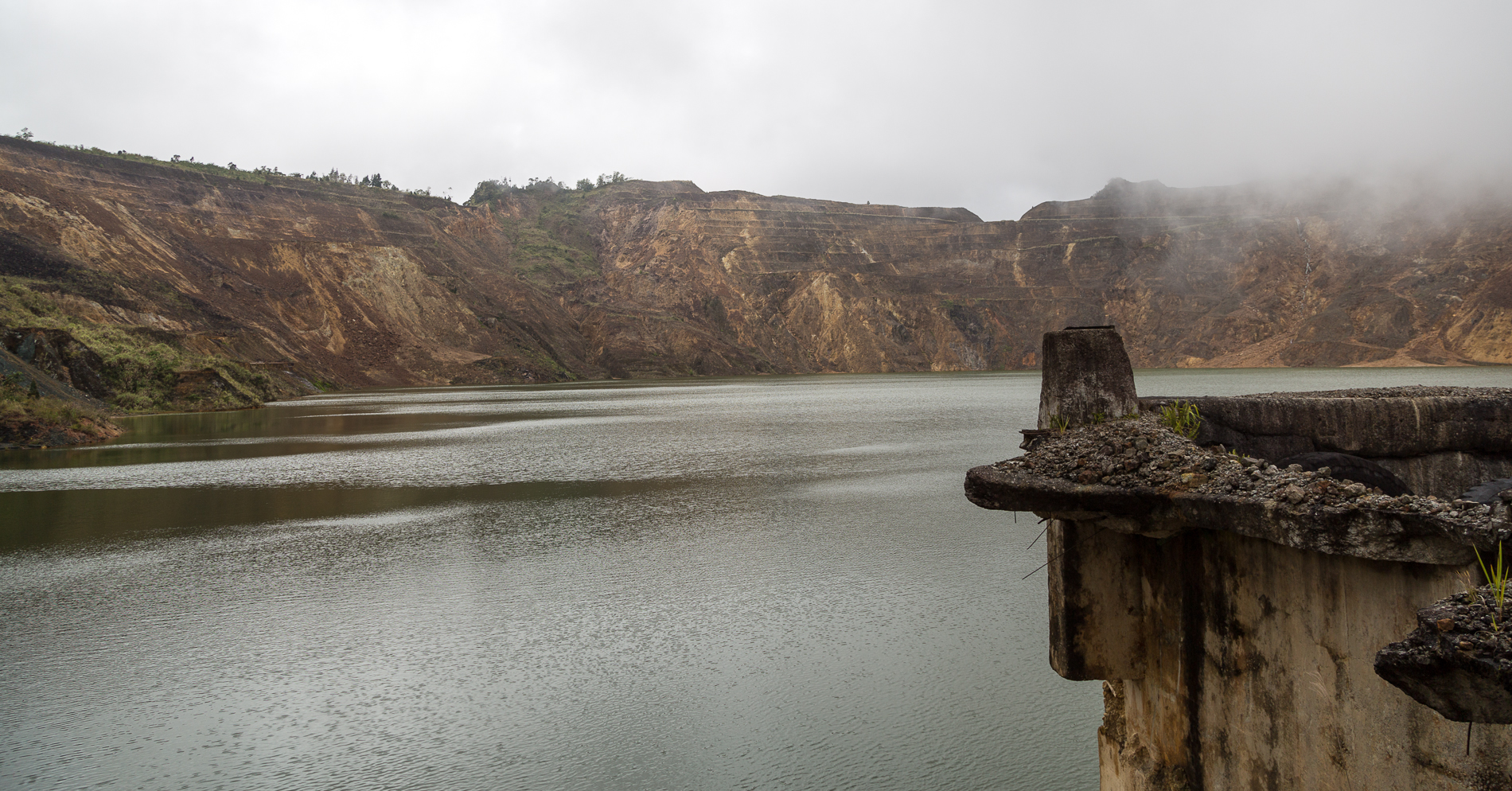
Abbaukrater vom See aus gesehen, rechts der Abwurftrichter für die Gesteinsbrocken

Eine im Anschluss an das United Nations Labuk Valley Project der UN durchgeführte Prospektion des Gebietes um den Mount Kinabalu unter Leitung des Geologen D. L. Woolf erbrachte 1965 den Nachweis kupferhaltiger Mineralien im Bereich des Sungai Mamut. Explorationen bis 1969 folgten, um den Nachweis der Abbauwürdigkeit zu erbringen.
Im Overseas Mineral Resources Development Sabah Sdn Bhd (OMRD Sabah Berhad) schlossen sich malaysische und japanische Investoren zu einem Joint Venture zusammen, um genügend finanzielle Mittel aufbringen zu können. 1970 und 1971 wurden konkrete Planungen für die Eröffnung eines Tagebaus mit allen damit zusammenhängenden technischen Einrichtungen durchgeführt. Ende 1971 bis ins Frühjahr 1972 handelte die OMRD mit der malaysischen Regierung die Bedingungen für den Kupferabbau (Copper Development Agreement) sowie den Pachtvertrag (Mining Lease) für das Bergwerksgelände aus. Die beiden Verträge wurden am 16. bzw. 19. Februar 1973 unterzeichnet. Der Nutzungsvertrag hatte eine Laufzeit vom 1. Januar 1973 bis zum 31. August 2003.
In den folgenden beiden Jahren entwickelte sich eine rege Tätigkeit, um die technischen Voraussetzungen zur Inbetriebnahme zu schaffen. Von der auf 550 m Höhe liegenden Stadt Ranau bis zu dem auf 1500 Meter gelegenen Tagebaugelände musste ein Straßenzugang geschaffen werden. Große Mengen an Deckgebirge mussten beiseitegeschafft werden, bevor abbauwürdige Konzentrationen von Kupfer im Gestein erreicht waren. Damit schwere Maschinen zum Bergwerksgelände geschafft werden konnten, musste auch die bereits bestehende Straßenführung von Ranau bis zur Verladeanlage Usukan Port verbreitert und mussten sämtliche vorhandenen Brücken verstärkt werden. Im Rahmen dieser infrastrukturellen Arbeiten wurde auch die Brücke über den Sungai Liwagu errichtet, die sich bis heute neben dem tamu in Ranau befindet, sowie die Brücke, die den Anleger Usukan Port in der Abai-Bucht mit der Straße nach Kota Belud verband.
Mittlerweile war auf dem Tagebaugelände ein riesiger Komplex von Brechern und Gesteinsmühlen zur Aufbereitung des erzhaltigen Gesteins entstanden. Schwere Maschinen und Fahrzeuge wurden 1973 angeliefert. Eine 16 Meilen lange Pipeline für Aufbereitungsrückstände führte auf ein 400 Hektar großes Gelände unterhalb des Dorfes Kg. Lohan. Innerhalb des dort errichteten Dammes Lohan Tailings Dam wurden die flüssigen Bestandteile des Grubenschlammes versickert.
1975 begann der Testbetrieb und am 15. November 1975 wurde die erste Schiffsladung von 7211 DWT Kupferkonzentrat mit dem Frachter Yue Tai nach Japan verschifft.
Am 27. Mai 1980 erwarb der Bundesstaat Sabah 49 % der Anteile an der Mamut Copper Mine von OMRD Sabah Berhad, da sich mittlerweile die herausragende wirtschaftliche Bedeutung des Bergwerks für Malaysia bzw. Sabah abzeichnete.
1987 wurde die Gesellschaft umstrukturiert und firmierte fortan unter Mamut Copper Mining Sdn Bhd. 1991 erwarb die Mega First Corporation Berhad (MFCB) 100 % der Unternehmensanteile. An Mega First ist der Bundesstaat Sabah zu 10 % beteiligt.
Nachdem über einen Zeitraum von 25 Jahren über 600 Millionen Tonnen Erz und Abraum abgebaut worden waren – darunter Kupferkonzentrat mit einem Marktwert von 3,35 Mrd. RM – zeigte der Rückgang der Fördermengen das Ende der Erzreserven an. Die letzte Ladung Kupfer wurde schließlich von Usukan Port aus am 10. Oktober 1999 verschifft.
Das Gelände des Tagebaus wurde am 15. Februar 2003 in Anwesenheit von Datuk Mahamad Jafrey, Director of Lands and Survey Department, an die Landesregierung von Sabah zurückgegeben. Die übrigen Einrichtungen – das Gelände der Arbeitersiedlung mit dem Batu-Dua-Clubhaus, der Lohan Tailings Dam und Usukan Port – wurden am 2. Dezember 2004 zurückgegeben.
Nach der Rückgabe des Geländes wurden alle metallischen Bestandteile der Aufbereitungsanlage sowie die Pipeline abgebaut und verschrottet, während die verbliebenen Betonstrukturen immer noch von der Größe und Ausdehnung der Prozessanlage zeugen. Die Arbeitersiedlung Batu Dua wurde gezielt unbewohnbar gemacht, um die Nachnutzung durch die in Sabah allgegenwärtigen illegalen Immigranten zu unterbinden. Die Zwischenspeicher für Kupferkonzentrat an der Usukan-Bay wurden rückgebaut; der Kai wird heute in bescheidenem Umfang zum Umschlag von Flüssiggas genutzt.

## Aufbereitungsprozess

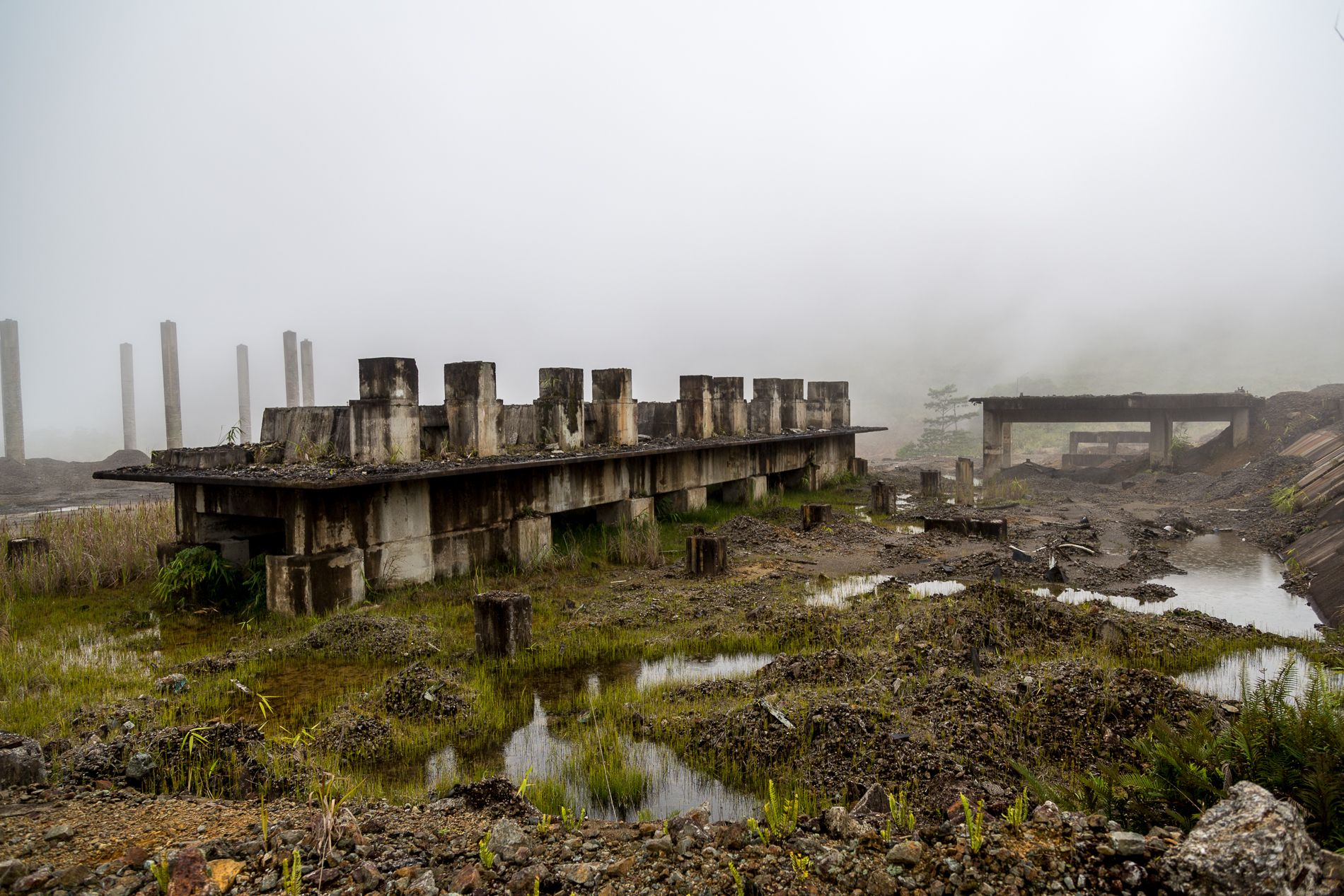
Ehemalige Backenbrecherstation

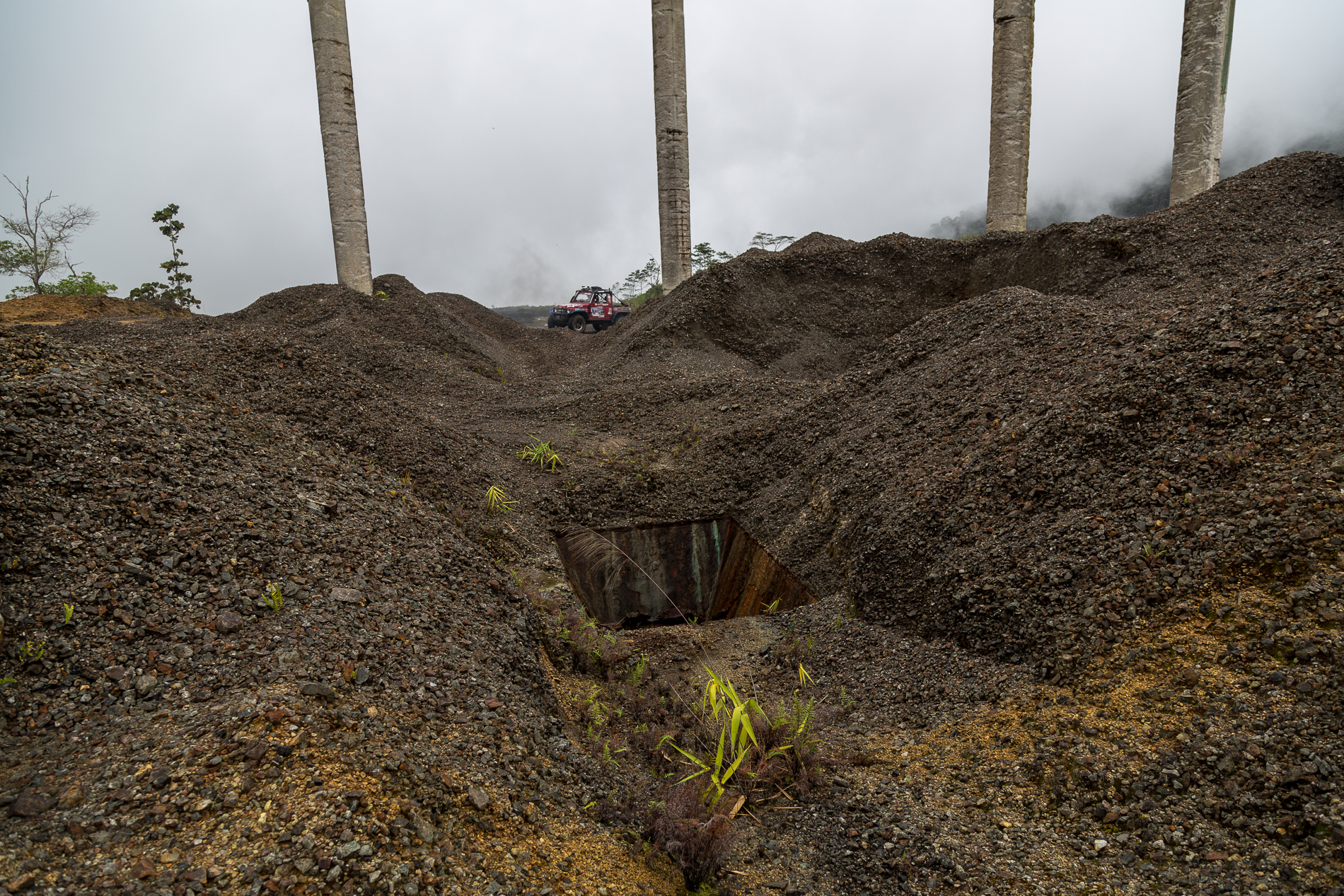
Kieselsteingroßes Granulat aus den Brechern wurde in einen Schütttrichter geschoben und gelangte über ein Förderband zu den Gesteinsmühlen.

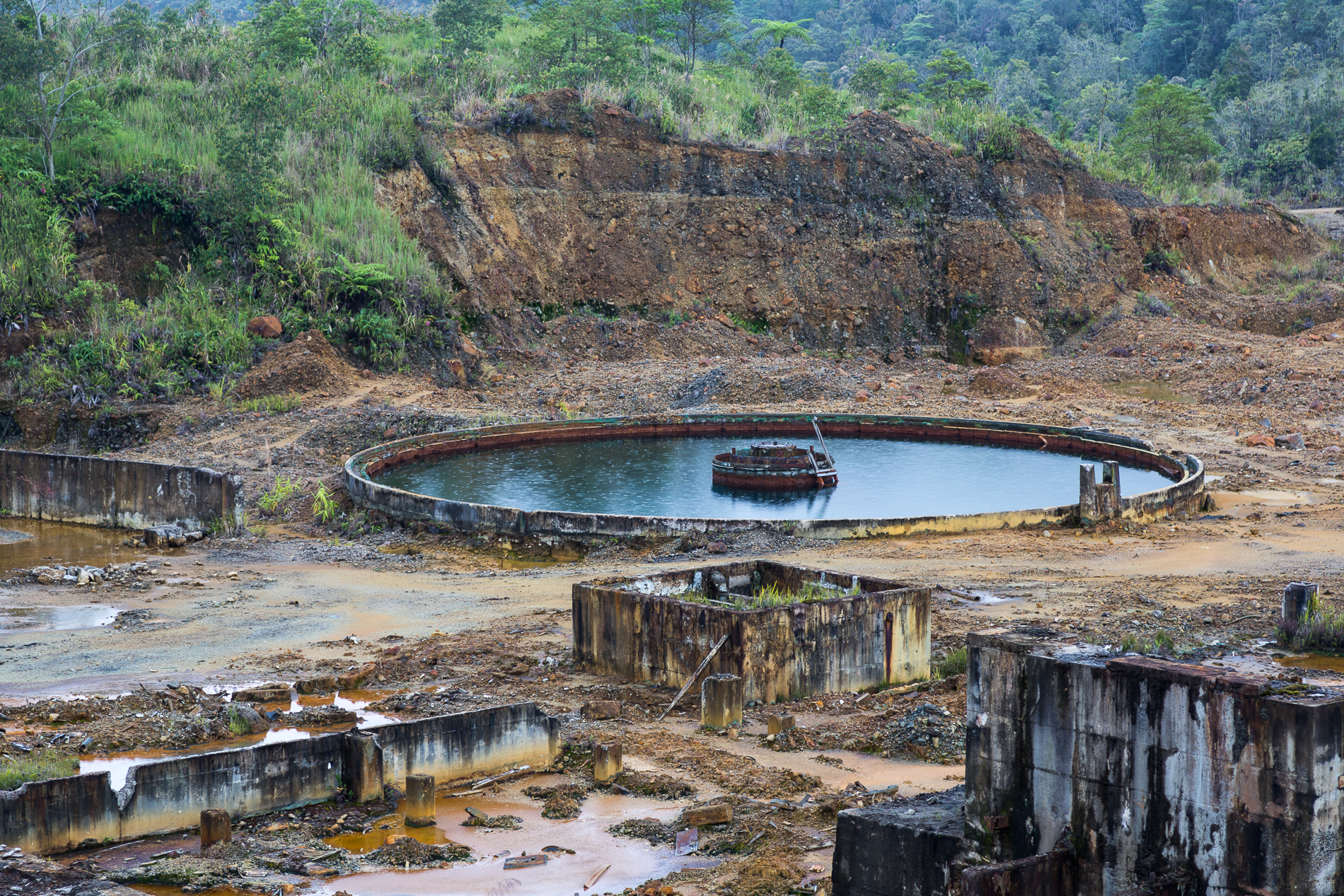
Reste des Eindickers, der dem Flotationsprozess nachgeschaltet war

Der Erzabbau in der Mamut Copper Mine hatte nicht die Gewinnung der reinen Metalle, sondern die Herstellung eines Konzentrates zum Ziel. Zu diesem Zweck war dem Tagebau eine verfahrenstechnische Anlage angegliedert, die das Konzentrat direkt am Ort des Abbaus erzeugte.
Zur Aufkonzentration wurde das Rohmaterial zuerst einer dreistufigen Brecheranlage zugeführt, wobei die letzte Stufe im geschlossenen Kreislauf betrieben wurde. Danach folgte ein zweistufiger Mahlprozess, bei dem wiederum die letzte Stufe als geschlossener Kreislauf angelegt war. Von hier aus gelangte das Erz in einen achtstufigen Flotationskreislauf.
Nach der Flotation wurde das Konzentrat eingedickt und gefiltert, bevor es zur weiteren verfahrenstechnischen Behandlung nach Japan verschifft wurde.

## Arbeitsschutz in der MCM
Im Gegensatz zu den meisten Erzförderanlagen Malaysias unterhielt die Mamut Copper Mine eine eigene arbeitsmedizinische Abteilung. Die Overseas Mineral Resources Development Company of Japan stellte 1975 einen japanischen Arzt für den Betrieb der Mine ein, der in Vollzeit für die ambulante medizinische Versorgung der 200 japanischen und 1000 einheimischen Arbeiter zuständig war. Ab 1979 bis Mitte 1992 wurde diese Tätigkeit von einem malaysischen Arzt fortgeführt.
Entsprechend den schwierigen Arbeitsbedingungen eines Tagebaus war die Anzahl von Arbeitsunfällen hoch. Allein in den Jahren 1985 bis 1988 verzeichnet die MCM-Unfallstatistik 623 Arbeitsunfälle.

## Wirtschaftliche Bedeutung
Der Betrieb der Mamut Copper Mine machte Malaysia ab 1975 über Jahre hinaus zu einem der wichtigsten Kupferlieferanten des Weltmarkts.
Während der gesamten Betriebszeit war die Mine für mehr als 50 % der Gold- und mehr als 90 % der Silberproduktion Malaysias verantwortlich. Durchschnittlich wurden in den Jahren 1990 bis 1994 jährlich 2 Tonnen Gold und 13 Tonnen Silber in Sabah gewonnen.
Das in den Prozessanlagen des Tagebaus gewonnene Kupferkonzentrat wurde exklusiv nach Japan exportiert. Der Bundesstaat Sabah erhielt aus den Einkünften der Mamut Copper Mine zwischen 1975 und 1987 eine Förderabgabe von 10 %. Diese Abgabe wurde von 1988 bis 1999 nach unten korrigiert und betrug danach nur noch 2,5 %. Insgesamt nahm Sabah 200 Millionen Ringgit ein.
Auf dem Höhepunkt der Kupferproduktion wurden bis 1994 jährlich 100.000 Tonnen Kupferkonzentrat gewonnen, was 25.000 Tonnen reinen Kupfers entsprach. In der gleichen Zeit lag die Weltproduktion an Kupferkonzentrat bei 7 bis 9 Millionen Tonnen. Nach der Schließung der Mamut Copper Mine im Jahr 1999 schied Malaysia auf dem Weltmarkt als kupferproduzierendes Land aus, auch Silber als Beiprodukt des Kupferabbaus wurde in Malaysia fortan nicht mehr gewonnen.

## Zwischenfälle
Offiziell sind drei Zwischenfälle mit Auswirkungen auf die Umwelt bekannt:
- 1975 entstand ein Leck an der 45 cm dicken und 16 Kilometer langen Pipeline, mit der die Aufbereitungsrückstände dem Lohan Tailings Dam zugeleitet wurden. Dabei wurden über 800 Hektar Land verschmutzt.
- 1977 spülten schwere Regenfälle Teile von Abraumhalden in den Sungai Lohan und verschmutzen Ackerland entlang des Flusslaufes.
- Im Jahr 2000 beklagten sich Bewohner von Kg. Bongkud und nahegelegenen Gebieten über Staubverwehungen vom Lohan Tailings Dam.

## Umweltschäden

### Ausmaß
Der stillgelegte Tagebau hinterließ einen Krater von 1200 Meter Durchmesser und 500 Meter Tiefe, der zum großen Teil mit Wasser gefüllt ist. Augenfällig ist, dass die Vegetation auch nach mehr als einem Jahrzehnt seit der Stilllegung kaum Besitz vom ehemaligen Abbaugelände ergriffen hat. Als Ursache dafür gilt der hohe Säuregehalt des Tagebaurestsees und die Kontamination mit cyanidhaltigen Altlasten. Für die aus dem Abbaugebiet gespeisten Flüsse, wie z. B. den Sungai Bambangan, wurden auf saure Grubenwässer zurückführbare Säurewerte bis pH 4,5 und erhöhte Schwermetallgehalte ermittelt.

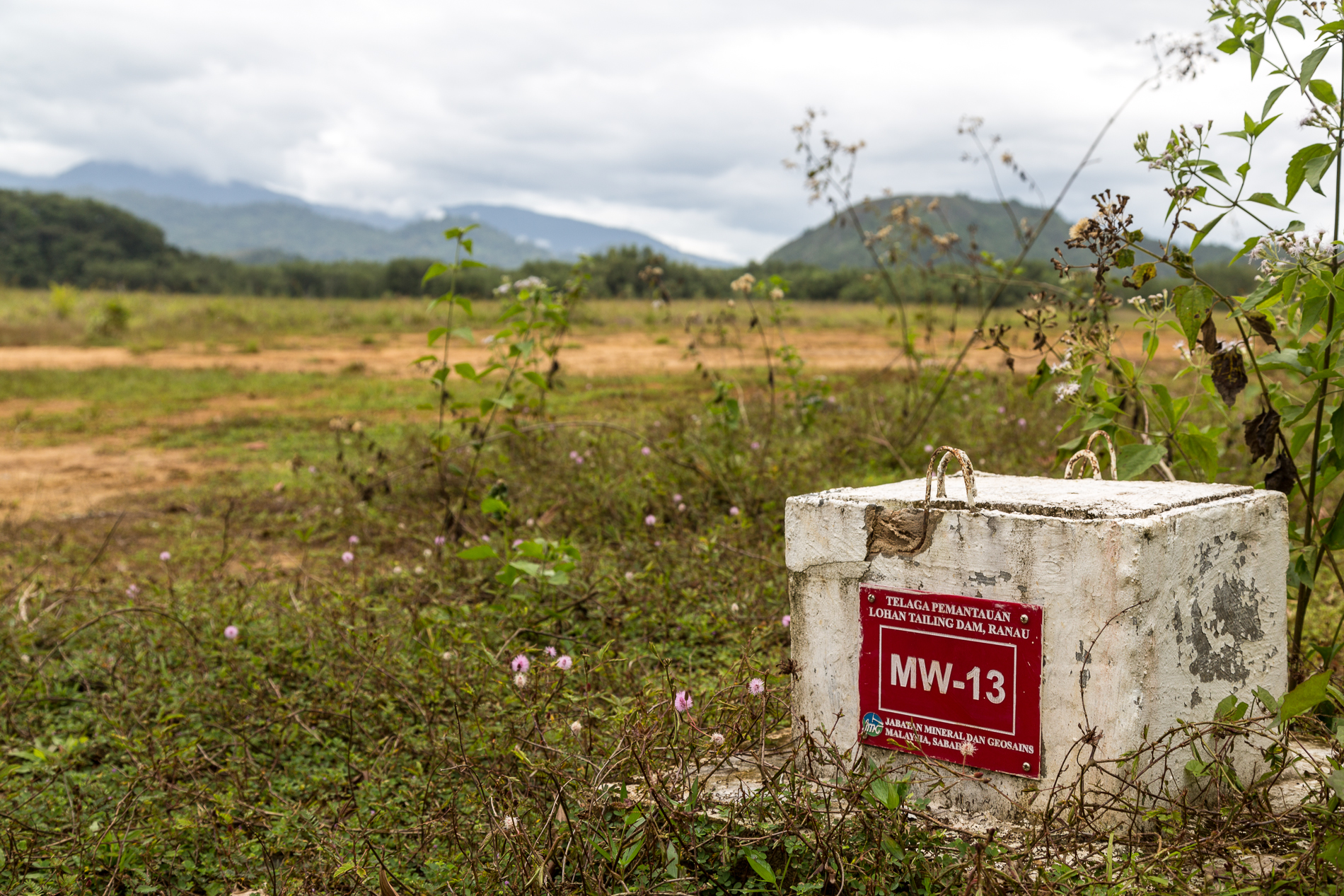
Probenahmestelle auf dem Lohan Tailings Dam

Bereits 1986 wies eine Studie nach, dass die innerhalb des Lohan Tailings Dam abgelagerten Schlämme überwiegend aus Partikeln mit einer Größe von weniger als 1 mm bestehen, die insbesondere im Feinstaubanteil einen hohen Schwermetallgehalt aufweisen. Die Studie wies auf die Bedeutung dieser Konstellation für den Umweltschutz hin und prognostizierte mögliche Auswirkungen durch Feinstaubwolken.
Noch 1996 ließ das Landwirtschaftsministerium verlautbaren, dass eine Analyse der am Lohan Tailings Dam angebauten Papaya, Bananen, Ananas und Gemüsesorten ergeben hatte, dass diese zum Verzehr geeignet seien; solche Statements wurden nach Schließung des Tagebaus jedoch nicht mehr gemacht.
Bereits vor der Inbetriebnahme des Tagebaus wurde im Jahr 1970 ein Areal von 2555 Hektar für die Entwicklung der Mamut Copper Mine aus dem Kota Kinabalu Naturpark herausgelöst. Das besonders strengen Umweltauflagen unterliegende Gebiet um den Mount Kinabalu war seit 1964 als Nationalpark ausgewiesen. Mit der Abtrennung des Tagebauareals wurden so die zu erwartenden Einwirkungen auf die Umwelt bereits im Vorfeld relativiert. Auch der Listung des Kota Kinabalu Naturparks als UNESCO-Weltkulturerbe im Jahr 2000 standen auf diese Weise keine ernstzunehmenden Hindernisse entgegen.
Das gehäufte Auftreten kleinerer und mittlerer Erdbeben in der Region – darunter am 26. Mai 1991 ein Erdbeben der Stärke 8 auf der zwölfteiligen Mercalliskala – wurde als mögliche Störung tektonisch aktiver Zonen durch die zusätzlichen Bodenlasten im Bereich des Lohan Tailings Dam identifiziert.

### Ansätze zur Beseitigung
In der Vergangenheit gab es mehrere Ansätze zur Beseitigung der Umweltschäden, die jedoch entweder nicht von Erfolg gekrönt waren oder das Problem nicht grundlegend lösten.
Zur Niederschlagung der Feinstaubwolken, die insbesondere für das Dorf Kg. Bongkud eine erhebliche Beeinträchtigung darstellten, begrünte der Betreiber den Lohan Tailings Dam mit Gräsern und Gemüse und pflanzte Akazienbäume. Außerdem wurden Sprinkleranlagen installiert, die den Feinstaub binden sollten. Alle derartigen Maßnahmen wurden jedoch eingestellt, nachdem die Betreibergesellschaft die Anlagen an den Bundesstaat Sabah zurückgegeben hatte.
Von der Presse als „ökologischer Albtraum“ gebrandmarkt, waren Pläne zur Umwandlung des Abbaugeländes in eine Eliteuniversität, eine Farm zur Erzeugung von Biogemüse oder ein touristisches 5-Sterne-Resort von Anfang an zum Scheitern verurteilt. Neben dem vergifteten See und seinen Abflüssen stellte die ständige Gefahr von Erdrutschen ein weiteres, bisher unüberwindbares Hindernis für eine Nachnutzung dar.
Der jüngste Ansatz war das vom Bundesstaat Sabah finanzierte Vorhaben des Firmenkonsortiums Crimson Ant und Borneo Unggul Projects Sdn Bhd, die in einem kombinierten Prozess die Rückstände des Lohan Tailings Dam unter Zuhilfenahme des sauren Wassers aus dem Tagebau aufbereiten wollten. Als Ergebnis sollten der Tagebau entwässert werden und aus dem schadstoffbelasteten Lohan Tailings Dam ein landwirtschaftlich nutzbares Gelände werden. Genaue Angaben zur geplanten Verfahrenstechnik machte das Konsortium jedoch nicht, als Dauer für den Renaturierungsprozess gab es einen Zeitraum von 15 Jahren an. Borneo Unggul Sdn Bhd wurde am 27. Dezember 2015 aufgelöst.